# Ле-Сабль-д’Олон
Ле-Сабль-д’Олон (фр. Les Sables-d'Olonne) — портовый город на западе Франции, регион Пеи-де-ла-Луар, департамент Вандея, центр округа Ле-Сабль-д’Олон и кантона Ле-Сабль-д’Олон. Расположен на берегу Бискайского залива в 30 км к юго-западу от Ла-Рош-сюр-Йона, в 28 км от автомагистрали А87. В центре города находится железнодорожная станция Ле-Сабль-д’Олон линий Нант-Сент и Тур-Ле-Сабль-д’Олон.
Население (2019) — 45 030 человек.

## История
Современная коммуна Ле-Сабль-д’Олон образована 1 января 2019 года путем слияния коммун Ле-Сабль-д’Олон, Олон-сюр-Мер и Шато-д'Олон.
Олон-сюр-Мер, старейшая из составных частей новой коммуны, была основана еще в эпоху неолита, о чем свидетельствуют расположенные на ее территории менгиры. Здесь проживало кельтское племя пиктонов. Вторжение легионов Цезаря в Галлию включило территории пиктонов в римский мир. В ходе галльской войны римляне основали в районе Олона опорную базу и построили флот для борьбы с венетами, хотя точно установить место римского лагеря ученым не удалось. Позднее римляне начали производить здесь соль, что способствовало росту экономики приморского поселения.
В IV веке местное население было обращено в христианство святым Виваном, учеником Святого Илария из Пуатье. Вторжения викингов в 817, 831 и 846 годах опустошили морское побережье, и особенно Олон. Только в 1020 году, после строительства герцогом Гильомом V замка в Тальмоне, побережье Олон стало по-настоящему защищенным. 
В Средние века Олон-сюр-Мер был процветающим оживленным портом, расположенным в глубине защищенной бухты. Однако заиление залива побудило сеньора Савари де Молеона, известного воина и трубадура, основать новый порт ближе к океану на месте дюн Д'Олон, получивший название Ле-Сабль-д’Олон. Жители занимались добычей трески. Уроженцем поселка был пират Франсуа Олоне, получивший от него своё прозвище.
Как и вся Вандея, побережье Олон стало ареной сражений во время Вандейского восстания. Город был занят республиканскими войсками, мятежники пытались отбить его, но безуспешно. 
До 1950-х годов три коммуны развивались самостоятельно. Бурному росту Ле-Сабль-д’Олона способствовало строительство железной дороги в 1866 году. Олон-сюр-Мер и Шато-д'Олон  долгое время сохраняли сельский характер, где экономическая жизнь в основном характеризуется сельским хозяйством и ремеслами, но во второй половине XX века их также затронула урбанизация. 
Благодаря большому количеству протяженных песчаных пляжей сейчас Ле-Сабль-д’Олон в основном живет за счет туризма. Жители города также занимаются ловлей рыбы и каракатиц.

## Достопримечательности
- Шато Сен-Клер с башней Арундел XIV-XV веков
- Шато Пьер-Леве XVIII века, частная собственность
- Церковь Нотр-Дам XVII-XVIII веков
- Романская церковь Святой Марии XI века, несколько раз перестроенная в Средние Века в стиле готика, исторический памятник
- Приорат Святого Николая
- Бывшее аббатство Святого Креста XVII века, сейчас музей
- Зоопарк

## Экономика
Структура занятости населения:
- сельское хозяйство — 1,1 %
- промышленность — 7,1 %
- строительство — 7,9 %
- торговля, транспорт и сфера услуг — 51,6 %
- государственные и муниципальные службы — 32,3 %

Уровень безработицы (2019) — 14,1 % (Франция в целом — 12,9 %, департамент Вандея — 10,5 %). 

Среднегодовой доход на 1 человека, евро (2019) — 23 3500 (Франция в целом — 21 930, департамент Вандея — 21 550).

## Демография
Динамика численности населения, чел.

## Администрация
Пост мэра Ле-Сабль-д’Олона с 2019 года занимает Янник Моро (Yannick Moreau). На муниципальных выборах 2020 года возглавляемый им правый список победил во 2-м туре, получив 54,92 % голосов (из четырех списков)
| Период | Период | Фамилия    | Партия                      | Примечания                                                                                                 |
| ------ | ------ | ---------- | --------------------------- | --- |
| 2019   |        | Янник Моро | Республиканцы Разные правые | бывший мэр Олон-сюр-Мера, член Регионального совета Пеи-де-ла-Луар, Депутат Национального собрания Франции |

## Города-побратимы
- Гурси, Буркина-Фасо
- Уортинг, Великобритания
- Швабах, Германия
- Ларача, Испания
- Слима, Мальта
- Мюра, Франция

## Знаменитые уроженцы
- Франсуа Олоне (1630-1671), флибустьер, промышлявший в Карибском море в середине XVII века

## Галерея

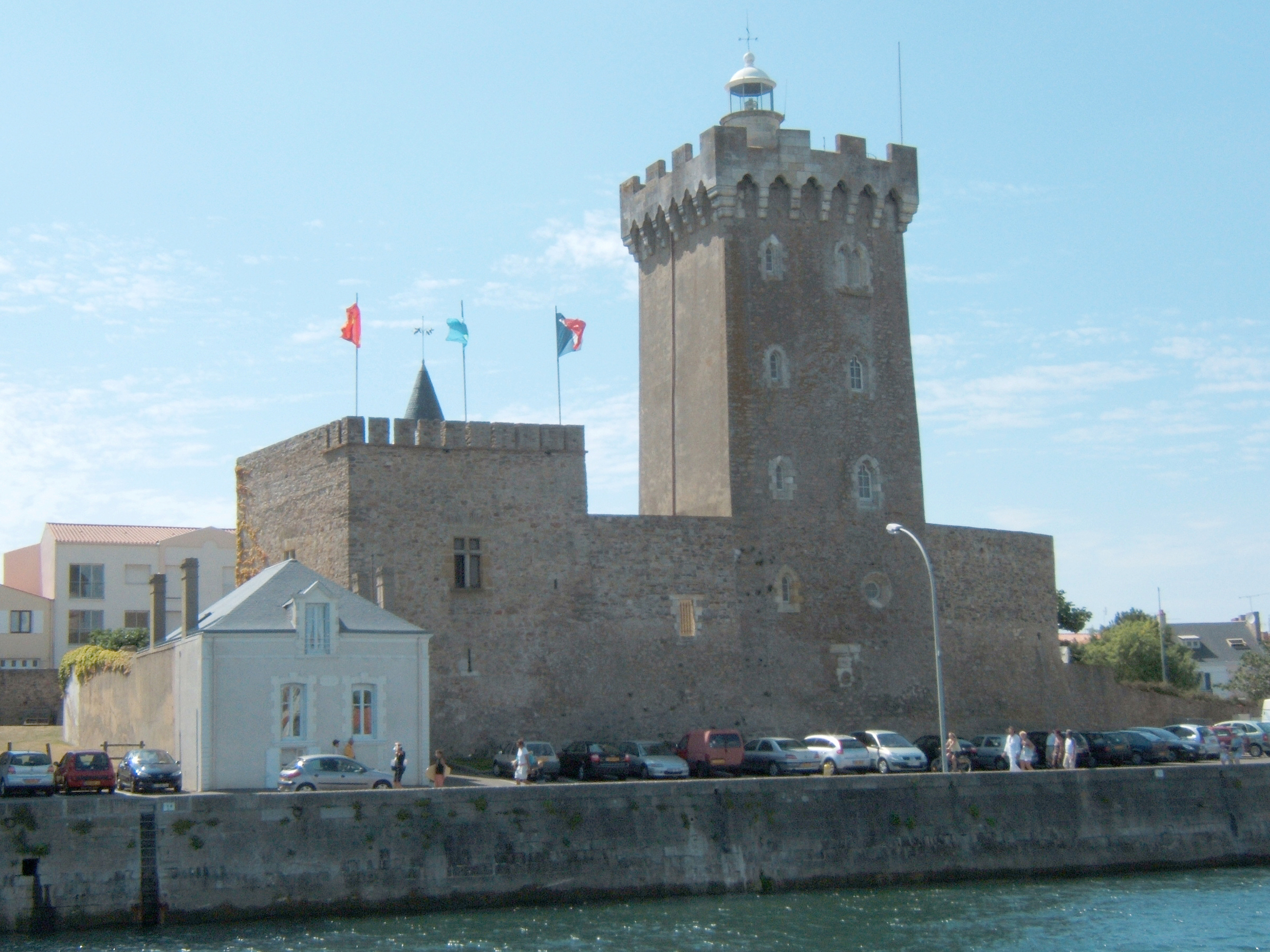
Шато Сен-Клер
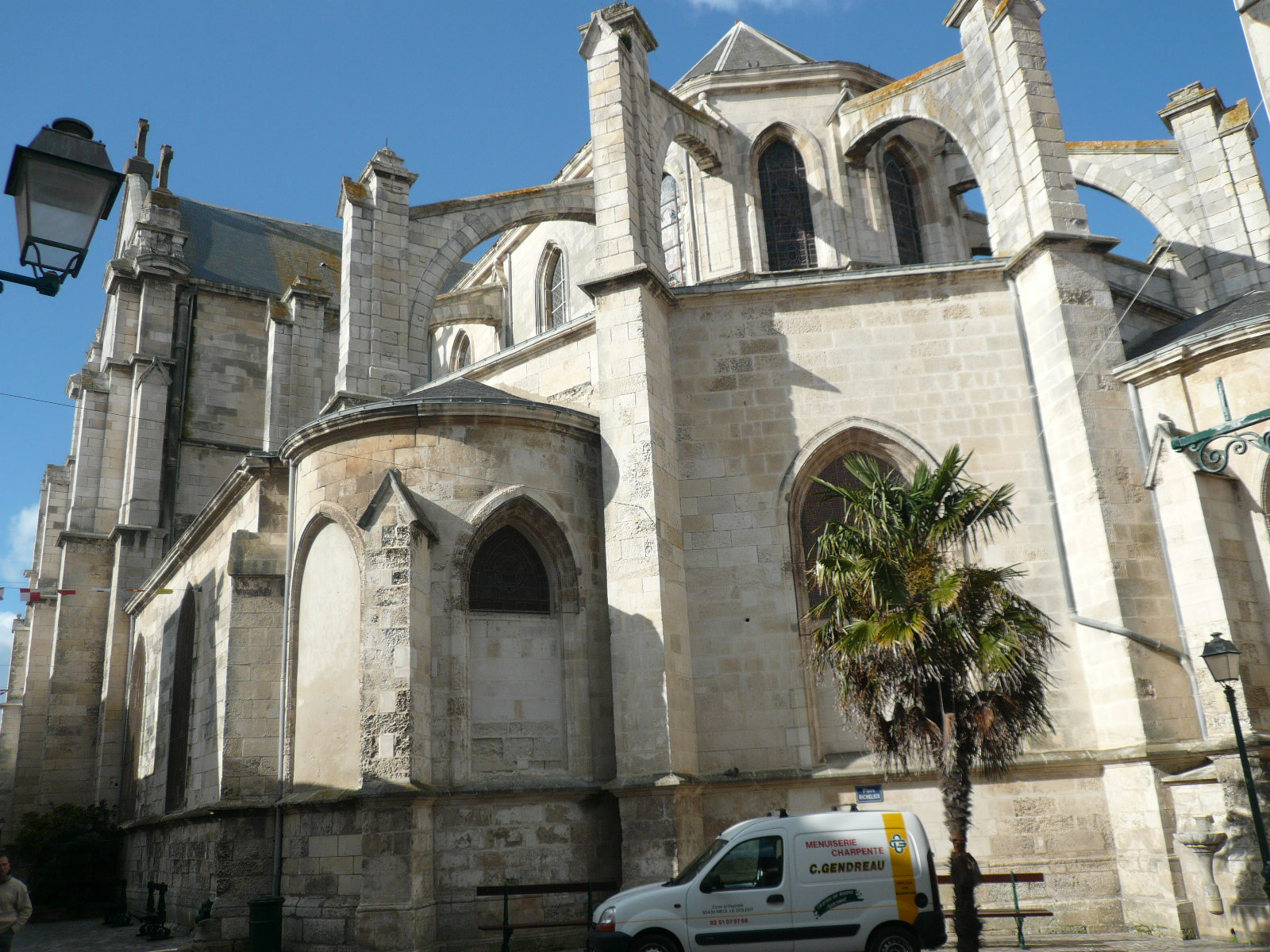
Церковь Нотр-Дам
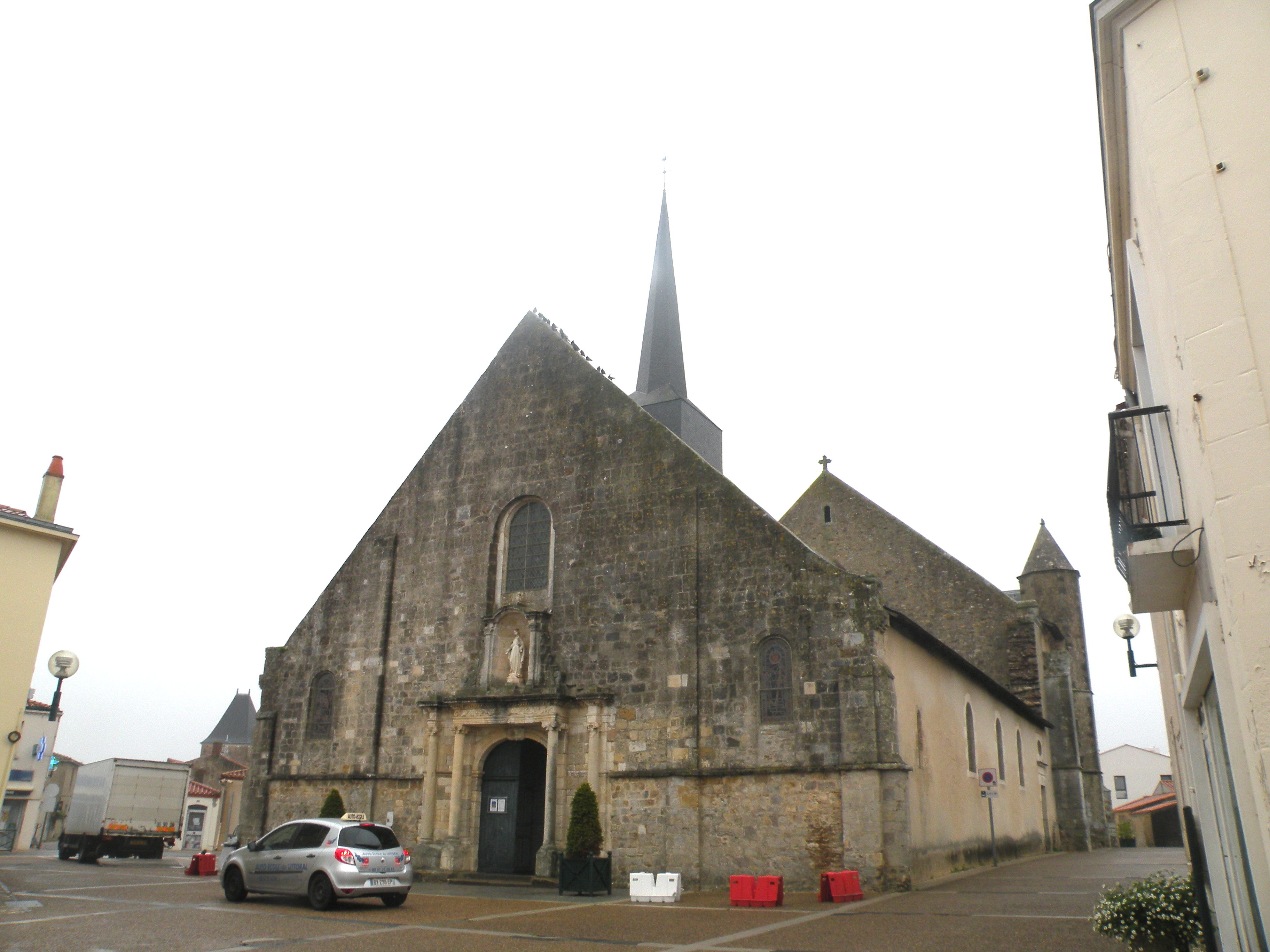
Церковь Святой Марии
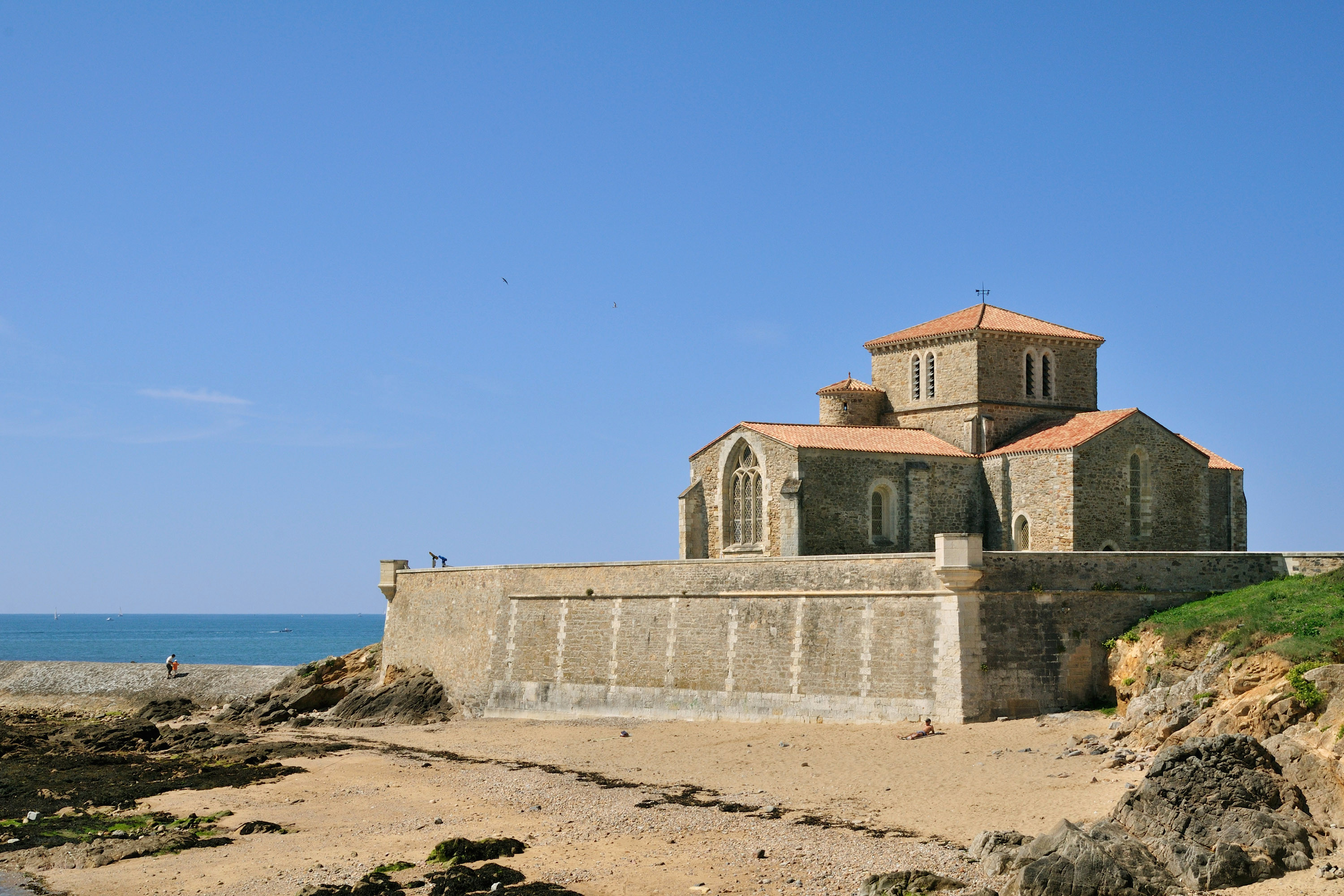
Приорат Святого Николая
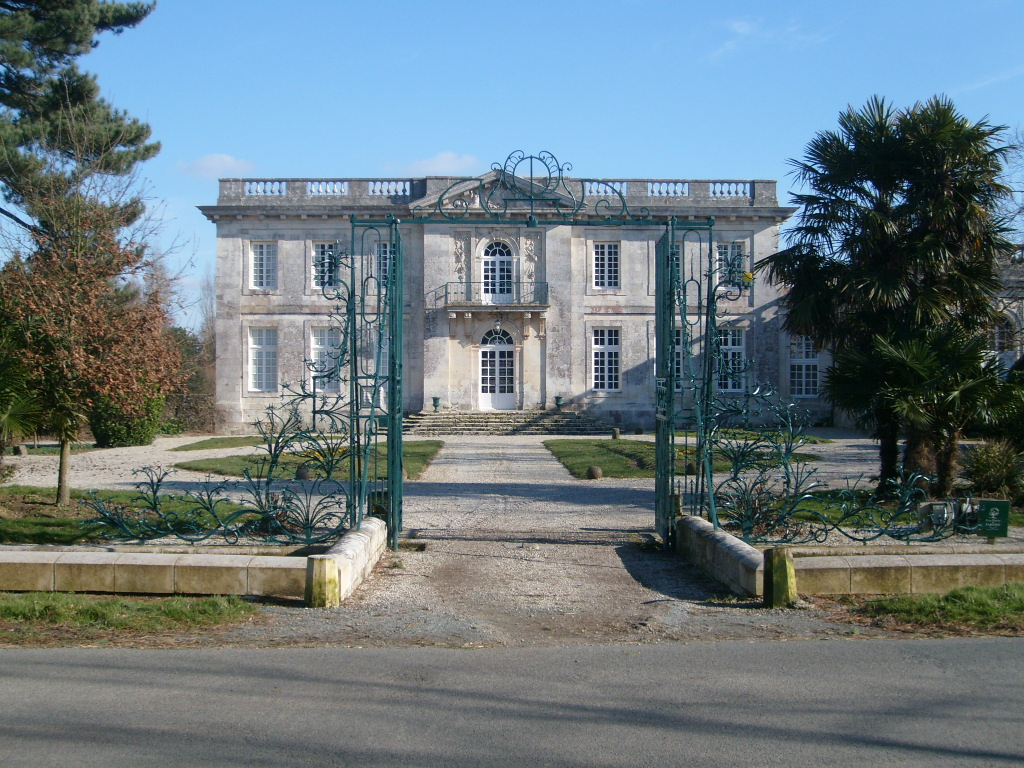
Шато Пьер-Леви
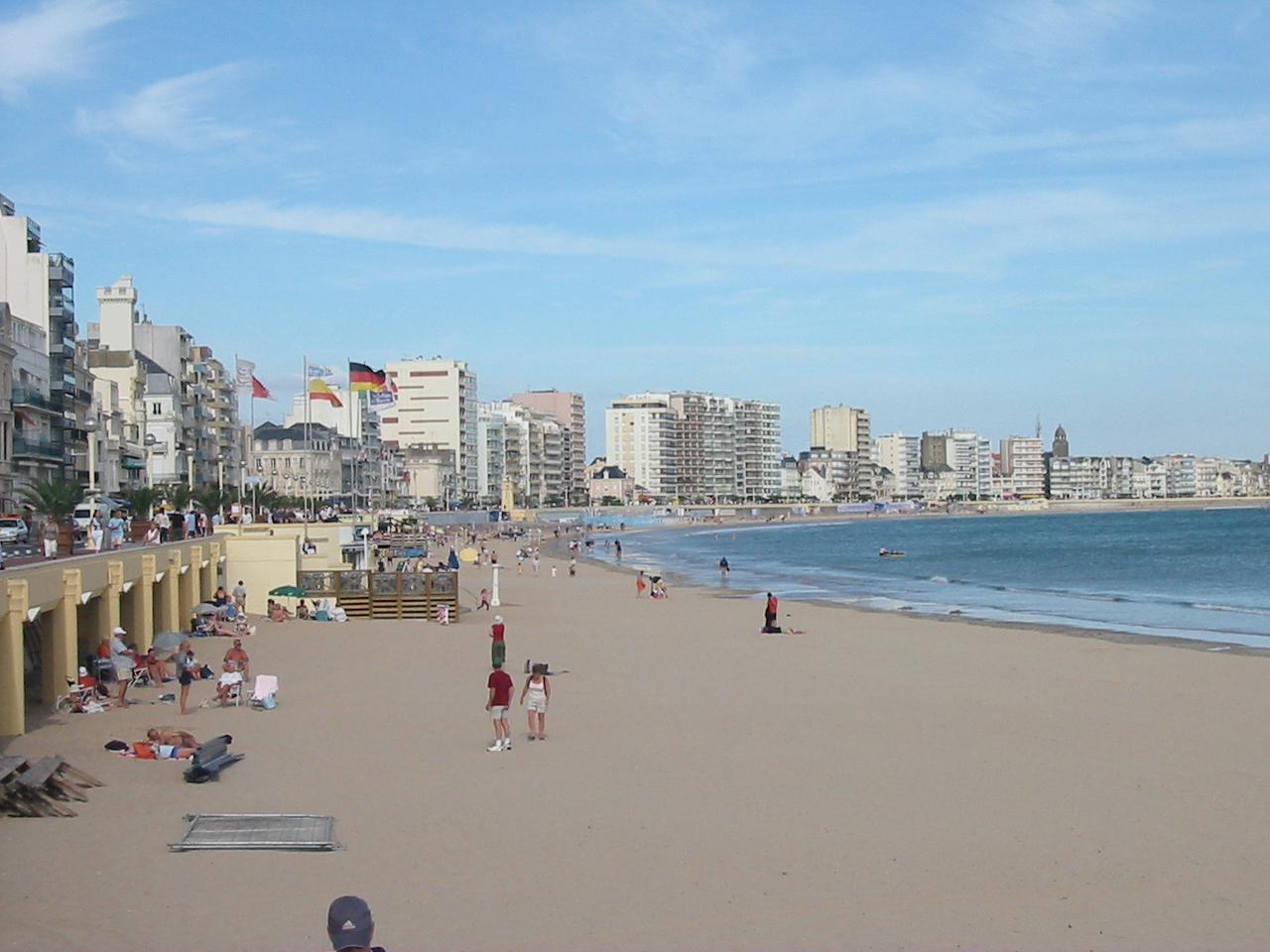
Пляж
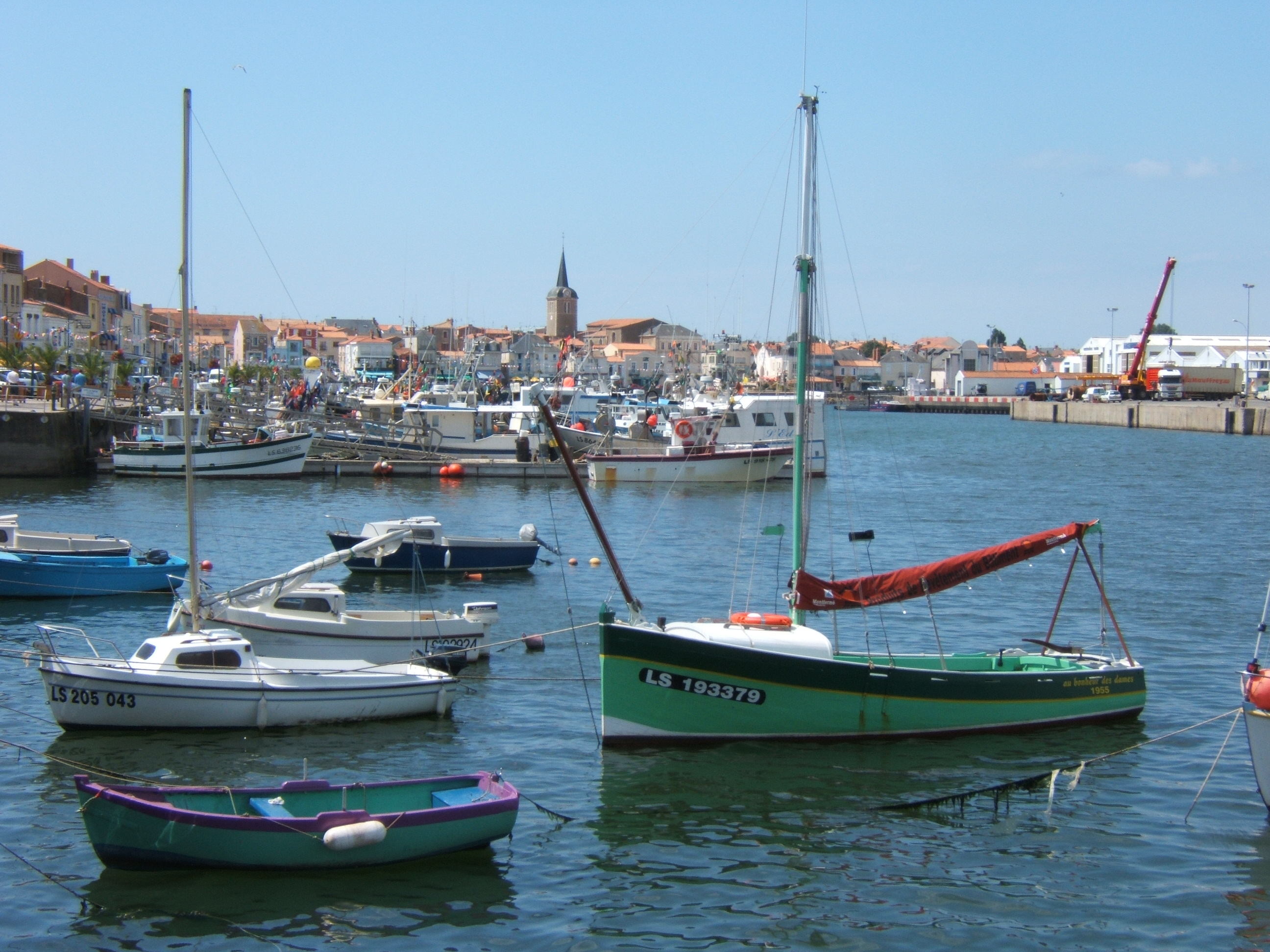
Рыболовный порт